# Ugošće
Ugošće (en cyrillique : Угошће) est un village de Bosnie-Herzégovine. Il est situé dans la municipalité de Konjic, dans le canton d'Herzégovine-Neretva et dans la fédération de Bosnie-et-Herzégovine. Selon les premiers résultats du recensement bosnien de 2013, il abrite une population inférieure ou égale à 10 habitants.

## Démographie

### Évolution historique de la population
| 1948 | 1953 | 1961 | 1971 | 1981 | 1991 | 2013 |
| ---- | ---- | ---- | ---- | ---- | ---- | ---- |
| -    | -    | 91   | 98   | 95   | 52   | ≤ 10 |

|  |

### Répartition de la population par nationalités (1991)
En 1991, les 52 habitants du village étaient tous Musulmans (bosniaques).